# Acacia brumalis
Acacia brumalis är en ärtväxtart som beskrevs av Bruce R. Maslin. Acacia brumalis ingår i släktet akacior, och familjen ärtväxter. Inga underarter finns listade i Catalogue of Life.